# David Lee (sonoplasta, 1958)
David Lee (6 de setembro de 1958) é um sonoplasta australiano. Venceu o Oscar de melhor mixagem de som na edição de 2000 por Matrix, ao lado de John T. Reitz, Gregg Rudloff e David E. Campbell.